# HOME TOWN (アルバム)
『HOME TOWN』（ホーム・タウン）は、FLYING KIDSの9枚目のアルバム。1995年11月1日にSPEEDSTAR RECORDSより発売された。

## 概要
前作から1年ぶりに発売。FLYING KIDSのアルバムでは、2番目の売上を記録。
発売当時、「MEET THE FKs Vol.3」と題したキャンペーンが行われており、アルバム購入者の中から抽選で500名にオリジナル・フィールドコートが当たる応募券が封入されていた。

## 収録曲
全作詞：浜崎貴司
作曲・編曲：FLYING KIDS（特記以外）
1. HOME TOWN
2. 暗闇でキッス 〜Kiss in the darkness〜
13枚目のシングル。
TBS系『COUNT DOWN TV』1995年8・9月オープニングテーマ。
3. ガードレールにもたれて
4. とまどいの時を越えて
12枚目のシングル。
資生堂「ヘアエッセンスシャンプー」CMソング。
同年4月にテレビ朝日系『ミュージックステーション』に出演した際には、東京スカパラダイスオーケストラとコラボレーション。
5. 愛してる
6. Christmas Lovers
（編曲：FLYING KIDS・根岸孝旨）
関西セルラー CMソング。
後に両A面シングル｢Christmas Lovers/バンバンバン｣としてシングルカット。
7. 森の中へ
8. やりたい事をやりたい
編曲：FLYING KIDS・OTO